# ZDF-Magazin
Das ZDF-Magazin war eine von 1969 bis 1988 jede zweite Woche ausgestrahlte Fernsehsendung des ZDF, die von Gerhard Löwenthal geleitet und moderiert wurde. Hauptinhalt des Magazins waren politische Reportagen; bekannt wurde die Sendung wegen ihrer Beiträge über die kommunistischen Regime in Osteuropa, vor allem über die DDR. Sie galt als Gegenstück zur Sendung Der schwarze Kanal mit Karl-Eduard von Schnitzler im DDR-Fernsehen.

## Inhaltlicher Schwerpunkt
Gerhard Löwenthal ging im ZDF-Magazin dezidiert und oft polarisierend vor, sodass er in das Visier des Ministeriums für Staatssicherheit der DDR geriet. Die Sendung war auch in der Bundesrepublik umstritten und wurde von der politischen Linken stark kritisiert. Löwenthal wiederum attackierte die Linke und die neue Ostpolitik Willy Brandts. Das ZDF-Magazin verstand sich auch als Forum für DDR-Bewohner, die Opfer der SED-Diktatur wurden. Derartige in Briefen an die Redaktion geäußerten Beschwerden oder Anliegen wurden von Löwenthal – inklusive Name und Anschrift der Absender – in der Rubrik Hilferufe von drüben veröffentlicht.
Als Co-Moderator war Fritz Schenk ab 1971 tätig. Am 23. Dezember 1987 führte Löwenthal letztmals durch die Sendung und wurde anschließend – gegen seinen ausdrücklichen Willen – nach Vollendung des 65. Lebensjahres in den Ruhestand versetzt. Das Ministerium für Staatssicherheit der DDR feierte dies wie einen Sieg. In den folgenden Monaten bis zur letzten Sendung am 30. März 1988 übernahm der vormalige Co-Moderator Fritz Schenk die Moderation und Bodo H. Hauser die Leitung der Sendung. 
Das ZDF-Magazin wurde mittwochs im wöchentlichen Wechsel mit dem die Entspannungspolitik befürwortenden Kennzeichen D gesendet. Nachfolger des ZDF-Magazins wurde die Sendung Studio 1.

## Hilferufe von drüben
Anlass für die Sendereihe Hilferufe von drüben war die Schlussakte der Konferenz über Sicherheit und Zusammenarbeit in Europa, die auch von der Regierung in Ost-Berlin unterzeichnet wurde. Im Korb 3, der u. a. die Menschenrechte betraf, stand auch, dass „freiere Bewegung und Kontakte“ zwischen Personen der Teilnehmerstaaten ermöglicht werden sollten. Löwenthal ließ den Wortlaut der Schlussakte mehrmals über den Bildschirm laufen, zum Mitschreiben für die Bewohner der DDR. Darauf kamen die ersten Hilferufe, deren Zahl sehr schnell zunahm und die zur Ausstrahlung der gleichnamigen Rubrik führten.
Nachdem die Sendung abgesetzt worden war, führten Gerhard Löwenthal und seine Mitarbeiter ihre Arbeit im Rahmen eines gleichnamigen Vereins weiter.

## Titelmusik
Die Titelmusik des ZDF-Magazins entstammte dem ersten Satz („Intrada“) des Konzertes für Orchester von Witold Lutosławski.